# Пропант
Пропант (или проппант, от англ. propping agent — «расклинивающий агент») — гранулообразный материал, который используется в нефтедобывающей промышленности для повышения эффективности отдачи скважин с применением технологии гидроразрыва пласта (ГРП). Служит для закрепления (предупреждения смыкания под действием горного давления) трещин, создаваемых в ходе ГРП. Представляет собой гранулы сходного размера с типичным диаметром от 0,5 до 1,2 мм.

## История

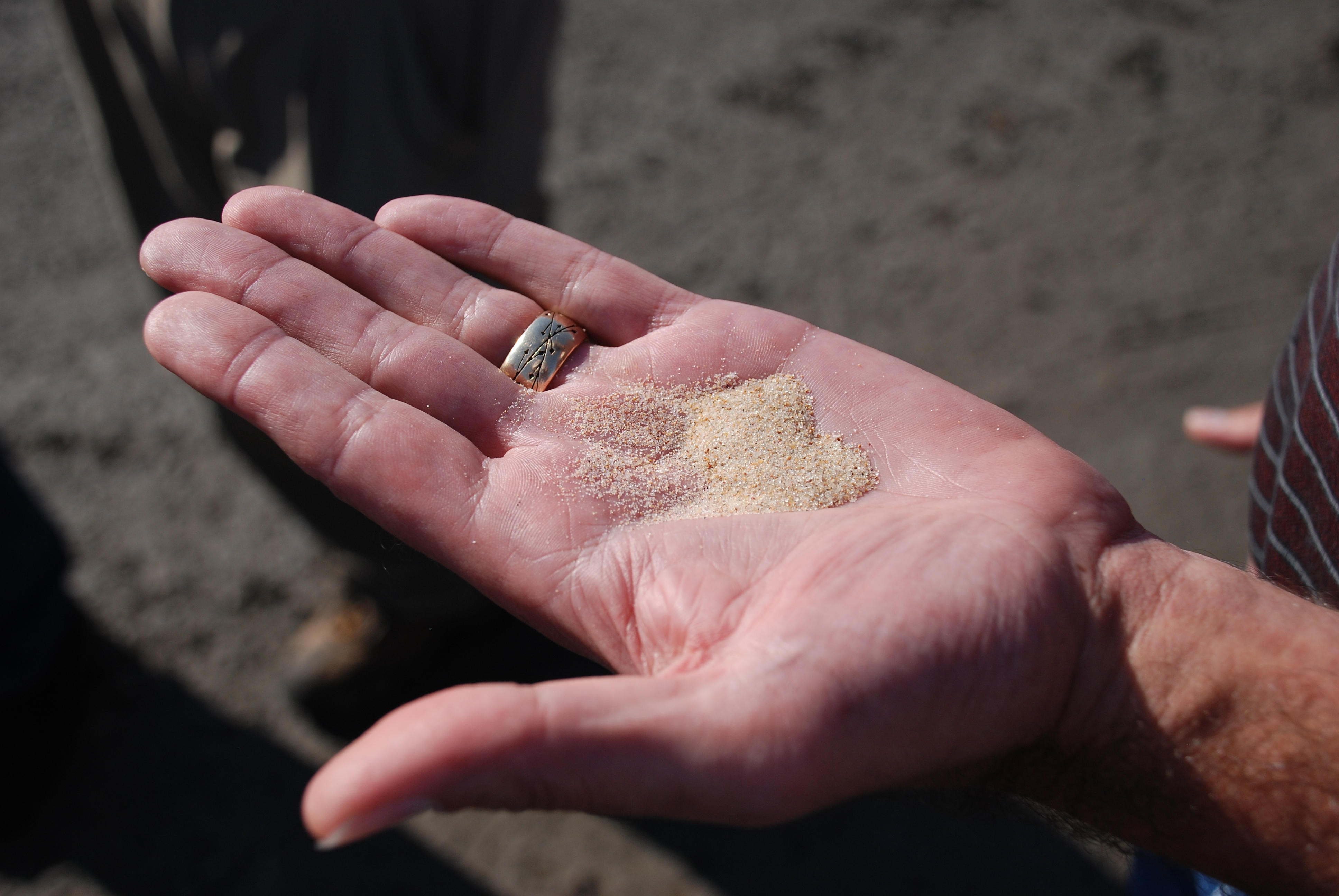
Песок, используемый для ГРП, USGS, 2012.

В первых ГРП, которые проводились с конца 1940-х годов, пропанты не применялись. С начала 1950-х и до 1960-х в качестве агента применялся речной песок, который был устойчив (не разрушался механически) при 3000—5000 psi. В процессе технической эволюции ГРП проводились эксперименты по использованию пропантов, изготовленных из стекла (стабильного при 6000 psi), железа, стали, оксида алюминия, бокситов, молотой скорлупы грецких орехов, гранатов, кордиерита, пластиков и полимеров. Среди них наиболее успешными[уточнить] были пропанты, изготовленные из стекла.
Прорывом в ГРП стало изобретение синтетических керамических пропантов в конце 1970-х годов.

## Рынок пропантов
Ежегодное потребление пропантов оценивалось в 2,2—2,4 миллиона тонн по состоянию на 2006 год. Наибольшую долю — около 2 млн тонн — составляли кварцевые пески, со стоимостью порядка 70 долларов США за тонну. Покрытый полимерами песок составлял около 180 тысяч тонн, со стоимостью около 350 долларов за тонну. Несмотря на высокую стоимость, составляющую 650—750 долларов за тонну, керамические искусственные пропанты производятся в объёме 200 тысяч тонн ежегодно.
Основные производители синтетических керамических пропантов расположены в США (Carbo Ceramics, Norton Alcoa) и Бразилии (Sintex).

### В России
Ведущие российские производители пропантов в 2000—2014 годах по данным Инфомайн: «Боровичский комбинат огнеупоров» (Новгородская обл.), «Форэс» (Свердловская обл.), «Трехгорный керамический завод» (Челябинская обл.), «Карбо Керамикс (Евразия)» (Челябинская обл.) и другие.
Основными потребителями пропантов в России в 2000—2014 годах были крупнейшие нефтедобывающие компании, в частности, Сургутнефтегаз, Лукойл, Газпром нефть, Роснефть и различные нефтесервисные компании.